# Аліреза Фіруджа
Аліреза Фіруджа (перс. علیرضا فیروزجاه, 18 червня 2003, Бабол)  — ірано-французький шахіст, гросмейстер (2018). Посідає третє місце у рейтингу ФІДЕ з травня 2022 року, до того з грудня 2021 року був другим; наймолодший гравець з рейтингом 2800 за всю історію.
Фіруджа у 12 років став чемпіоном Ірану, у 14 здобув звання гросмейстера. В 16 став другим наймолодшим гравцем з рейтингом 2700 та здобув срібло на чемпіонаті світу з швидких шахів. У листопаді 2021, у віці 18 років, виграв Турнір Grand Swiss ФІДЕ 2021, індивідуальне золото на командному чемпіонаті Європи із шахів та бронзу на чемпіонаті світу з бліцу.
Фіруджа залишив Іранську федерацію шахів через політику не допускати ігри проти ізраїльських гравців. Він змагався під прапором ФІДЕ до середини 2021, коли він став громадянином Франції та представником її федерації (він вже жив там).
Його рейтинг станом на січень 2021 року — 2749 (18-те місце у світі, 1-ше — серед шахістів до 20 років).

## Кар'єра
Почав грати у вісім років. 2016 року Аліреза у віці 12 років став чемпіоном Ірану, а також отримав звання міжнародного майстра.

### 2018—2019
У 2018 році Аліреза Фіруджа з результатом 4½ очки з 9 можливих (+2-2=5) посів 40-ве місце у турнірі «Аерофлот опен», тим самим виконавши останню 4-ту норму гросмейстера. Звання гросмейстера він отримав у квітні 2018 року.
У грудні 2018 року на чемпіонаті світу зі швидких та блискавичних шахів, що проходив у Санкт-Петербурзі, Аліреза посів:
 — 6-те місце у турнірі зі швидких шахів, набравши 10 з 15 очок (+8-3=4),
 — 42-ге місце у турнірі з блискавичних шахів, набравши 12 очок з 21 можливого (+10-7=4).
У березні 2019 року у складі збірної Ірану посів 6-те місце на командному чемпіонаті світу, що проходив в Астані. Крім того, набравши 77,8 % можливих очок (+6-1=2, турнірний перфоменс — 2800), іранець посів 1-ше місце серед шахістів, які виступали на четвертій шахівниці. Наприкінці березня Аліреза з результатом 7 очок з 9 (+5-0=4) поділив 1-7-ме місця (4-те за додатковим показником) на 3-му міжнародному турнірі «Sharjah Masters». В оновленому рейтингу ФІДЕ за квітень 2019 року Аліреза Фіруджа у віці 15 років та 9 місяців очолив список найкращих шахістів Ірану.
У квітні 2019 року, набравши 7 очок з 9 можливих (+6-1=2), Аліреза посів 2-ге місце на турнірі «The Reykjavik Open», а також з результатом 7 очок з 9 (+7-2=0) поділив 9-31-ше місця у найбільшому опен-турнірі (904 учасники) «GRENKE Chess Open 2019 A-Open», що проходив у Карлсруе. На турнірі у Карлсруе іранець відмовився грати проти ізраїльського шахіста Ора Бронштейна через можливі санкції зі сторони федерації шахів Ірану, через що йому було зараховано поразку у 3-му турі.
У вересні 2019 року на кубку світу ФІДЕ іранець дійшов до 1/16 фіналу, де поступився Ліженю на тай-брейку з рахунком 1 — 3.
27 грудня 2019 року Аліреза оголосив, що більше не представлятиме на змаганнях Іран, після того, як Іранська федерація відкликала своїх шахістів із чемпіонату світу зі швидких та блискавичних шахів, щоб запобігти їх можливій зустрічі з ізраїльськими шахістами
На чемпіонаті світу зі швидких та блискавичних шахів, що проходив у Москві, іранець посів:
 — 2-ге місце у турнірі зі швидких шахів, набравши 10½ з 15 очок (+8-2=5),
 — 6-те місце у турнірі з блискавичних шахів, набравши 13½ очок з 21 можливого (+12-6=3).

### 2020
У січні 2020 року Фіруджа з результатом 6½ очок з 13 можливих (+4-4=5) розділив 6—9 місця на турнірі 20-ї категорії «Tata Steel Chess Tournament», що проходив у Вейк-ан-Зеє.
У лютому 2020 року Аліреза став переможцем турніру «Prague International Chess Festival», що проходив у Празі. Іранець набрав 5 очок з 9 можливих (+2-1=6), як і ще четверо шахістів, з них двоє найкращих за додатковим показником розіграли 1 місце на тайбрейку. Аліреза Фіруджа переміг Сантоша Відіта (Індія) з рахунком 2—0

### 2021
Переміг на турнірі Grand Swiss ФІДЕ 2021, що дало місце на Турнірі претендентів 2022. 

## Динаміка зміни рейтингу серед 100 найкращих шахістів
| Рейтинг Алірези Фіруджа       | Рейтинг Алірези Фіруджа | Рейтинг Алірези Фіруджа | Рейтинг Алірези Фіруджа | Рейтинг Алірези Фіруджа | Рейтинг Алірези Фіруджа |
| Дата                          | Рейтинг                 | К-ть партій             | Зміна                   | Місце в рейтингу        | Вік                     |
| ----------------------------- | ----------------------- | ----------------------- | ----------------------- | ----------------------- | ----------------------- |
| березень 2019                 | 2657                    | 28                      | +39                     | 95                      | 15 років 8 місяців      |
| квітень 2019                  | 2669                    | 18                      | +12                     | 76                      | 15 років 9 місяців      |
| травень 2019                  | 2682                    | 26                      | +13                     | 56                      | 15 років 10 місяців     |
| червень 2019                  | 2682                    | 0                       | 0                       | 57                      | 15 років 11 місяців     |
| липень 2019                   | 2685                    | 9                       | +3                      | 55                      | 16 років                |
| серпень 2019                  | 2702                    | 13                      | +17                     | 38                      | 16 років 1 місяць       |
| вересень 2019                 | 2702                    | 0                       | 0                       | 37                      | 16 років 2 місяці       |
| жовтень 2019                  | 2702                    | 0                       | 0                       | 37                      | 16 років 3 місяці       |
| листопад 2019                 | 2720                    | 11                      | +18                     | 29                      | 16 років 4 місяці       |
| грудень 2019                  | 2723                    | 1                       | +3                      | 29                      | 16 років 5 місяців      |
| січень 2020                   | 2723                    | 0                       | 0                       | 27                      | 16 років 6 місяців      |
| лютий 2020                    | 2726                    | 13                      | +3                      | 23                      | 16 років 7 місяців      |
| березень 2020                 | 2728                    | 9                       | +2                      | 21                      | 16 років 8 місяців      |
| квітень 2020                  | 2728                    | 0                       | 0                       | 21                      | 16 років 9 місяців      |
| травень 2020                  | 2728                    | 0                       | 0                       | 21                      | 16 років 10 місяців     |
| червень 2020                  | 2728                    | 0                       | 0                       | 21                      | 16 років 11 місяців     |
| липень 2020                   | 2728                    | 0                       | 0                       | 21                      | 17 років                |
| серпень 2020                  | 2728                    | 0                       | 0                       | 22                      | 17 років 1 місяць       |
| вересень 2020                 | 2728                    | 0                       | 0                       | 22                      | 17 років 2 місяці       |
| жовтень 2020                  | 2728                    | 0                       | 0                       | 22                      | 17 років 3 місяці       |
| листопад 2020                 | 2749                    | 10                      | +21                     | 18                      | 17 років 4 місяці       |
| грудень 2020                  | 2749                    | 0                       | 0                       | 18                      | 17 років 5 місяців      |
| січень 2021                   | 2749                    | 0                       | 0                       | 18                      | 17 років 6 місяців      |
| * жирним — новий пік рейтингу |                         |                         |                         |                         |                         |

| На цьому місці має відображатися графік чи діаграма, однак з технічних причин його відображення наразі вимкнено. Будь ласка, не видаляйте код, який викликає це повідомлення. Розробники вже працюють для того, щоби відновити штатне функціонування цього графіка або діаграми. | |
| | На цьому місці має відображатися графік чи діаграма, однак з технічних причин його відображення наразі вимкнено. Будь ласка, не видаляйте код, який викликає це повідомлення. Розробники вже працюють для того, щоби відновити штатне функціонування цього графіка або діаграми. |